# Novoye Chemenly
Novoye Chemenly (azerbajdzjanska: Aşağı Çəmənli) är en ort i Azerbajdzjan.   Den ligger i distriktet Bejläqan, i den centrala delen av landet, 190 km väster om huvudstaden Baku. Novoye Chemenly ligger 41 meter över havet och antalet invånare är 1 143.
Terrängen runt Novoye Chemenly är platt. Närmaste större samhälle är Shakhsevan Pervoye, 7,4 km sydväst om Novoye Chemenly. 
Trakten runt Novoye Chemenly består till största delen av jordbruksmark. Runt Novoye Chemenly är det ganska tätbefolkat, med 96 invånare per kvadratkilometer.